# スズカドリーム
スズカドリーム（欧字名:Suzuka Dream、2000年3月28日 - 2005年3月18日）は、日本の競走馬。
2003年の京成杯（GIII）優勝馬、サイレンススズカの甥にあたる。

## 経歴
ワキアオブスズカは、1993年に生産された父ダンスオブライフ、母ワキアの牝馬である。永井啓弍が所有し、栗東トレーニングセンターの橋田満調教師の管理のもと、競走馬としてデビューし6戦2勝だった。1歳下の半弟、サンデーサイレンス産駒のサイレンススズカも、同じ永井橋田タッグのもとデビューしている。サイレンススズカは、1997年のクラシックでは勝利を挙げることができなかったが、古馬になった1998年から6連勝、金鯱賞（GII）を大差で制したほか、宝塚記念を優勝していた。しかし連勝中で迎えた1998年天皇賞（秋）で失速し、競走を中止。左前脚の手根骨粉砕骨折しており、予後不良の診断が下された後、4歳で安楽死となっていた。また母ワキアも、ワキアオブスズカやサイレンススズカを遺して、1996年に10歳で早世していた。
引退したワキアオブスズカは、初年度となる1998年春はブライアンズタイムと交配、1999年に初仔となる牡馬を産んでいる。そして2年目となる1999年春は、サイレンススズカと同じサンデーサイレンスと交配された。1年後の2000年3月28日、北海道平取町の稲原牧場にて、2番仔となる青鹿毛の牡馬（後のスズカドリーム）が誕生する。
この2番仔は、同じく永井橋田タッグのもと競走馬となる。永井は「サイレンス（スズカ）で見た夢を継げるような馬に出合ったらつけようと、温め続けた馬名」を用いて「スズカドリーム」と命名する。永井の冠名「スズカ」に「夢」を意味する「ドリーム」を組み合わせていた。スズカドリームは、サイレンススズカの甥となる。父が同じく、サイレンススズカの母と、スズカドリームの母母が同じであるため、2頭は4分の3だけ同じ血統構成だった。サイレンススズカの人気を受け継ぎ、デビュー前からホームページが作成されるほどだったという。
2002年11月2日、京都競馬場の新馬戦（芝2000メートル）に、サイレンススズカの晩期の主戦だった武豊が騎乗しデビューを果たす。1番人気に推されたが、ザッツザプレンティに及ばず2着だった。後藤浩輝と臨んだ2戦目の新馬戦も2着、横山典弘と臨んだ3戦目、未勝利戦で初勝利を挙げた。
年をまたいで3歳、2003年1月19日の京成杯（GIII）で重賞初出走を果たす。蛯名正義が初騎乗し、以後、引退まで蛯名が騎乗することとなる。13頭立ての中、4番人気に推される。重賞優勝馬ブルーイレヴン、GI3着馬テイエムリキサン、2勝馬ブラックカフェに次ぐ人気だった。スタートから逃げたブルーイレヴンに対して、馬群を追走する。直線ではブルーイレヴンが失速し、それに代わって馬群から抜け出し先頭となった。同時に抜け出してきたテイエムリキサンとの競り合いとなったが、テイエムリキサンを下して先着。1馬身差をつけて重賞初勝利を挙げた。蛯名は、前年をヤマニンセラフィムで制しており、京成杯連覇を果たした。
続いてクラシック第一弾の皐月賞出走を予定していたが、直前で熱発のために回避。仕切り直して青葉賞（GII）10着の後、東京優駿（日本ダービー）（GI）でクラシック出走を果たしたが、15着だった。以降は、脚部不安が祟って放牧、長期離脱となる。東京優駿から1年以上経過し5歳となった2005年、3月に栗東へ帰厩。調教を再開したが、直後に左第1指骨の粉砕骨折を発症し、予後不良となった。2005年3月28日、5歳で安楽死に至る。

## 競走成績
以下の情報は、netkeiba.com並びにJBISサーチの情報に基づく。
| 競走日     | 競馬場 | 競走名    | 格   | 距離（馬場）  | 頭 数 | 枠 番 | 馬 番 | オッズ （人気） | 着順 | タイム （上り3F） | 着差 | 騎手     | 斤量 [kg] | 1着馬 （2着馬）    | 馬体重 [kg] |
| ---------- | ------ | --------- | ---- | ------------- | ----- | ----- | ----- | --------------- | ---- | ----------------- | ---- | -------- | --------- | ------------------ | ----------- |
| 2002.11.02 | 京都   | 2歳新馬   |      | 芝2000m（良） | 10    | 5     | 5     | 01.80（1人）    | 02着 | 2:02.4（36.1）    | -0.6 | 武豊     | 54        | ザッツザプレンティ | 494         |
| 0000.11.23 | 京都   | 2歳新馬   |      | 芝1600m（良） | 16    | 8     | 16    | 02.50（1人）    | 02着 | 1:34.9（36.6）    | -0.1 | 後藤浩輝 | 54        | ハッピートゥモロー | 488         |
| 0000.12.15 | 中京   | 2歳未勝利 |      | 芝2000m（良） | 16    | 6     | 12    | 01.20（1人）    | 01着 | 2:03.7（36.9）    | -0.1 | 横山典弘 | 54        | (タガノシャルマン) | 490         |
| 2003.01.19 | 中山   | 京成杯    | GIII | 芝2000m（良） | 13    | 1     | 1     | 11.70（4人）    | 01着 | 2:01.7（35.5）    | -0.2 | 蛯名正義 | 56        | (テイエムリキサン) | 484         |
| 0000.03.29 | 阪神   | 毎日杯    | GIII | 芝2000m（良） | 13    | 6     | 8     | 07.30（3人）    | 03着 | 2:00.7（35.7）    | -0.8 | 蛯名正義 | 57        | タカラシャーディー | 498         |
| 0000.05.03 | 東京   | 青葉賞    | GII  | 芝2400m（良） | 15    | 7     | 13    | 08.30（4人）    | 10着 | 2:27.7（35.4）    | -1.4 | 蛯名正義 | 56        | ゼンノロブロイ     | 494         |
| 0000.06.01 | 東京   | 東京優駿  | GI   | 芝2400m（重） | 18    | 1     | 2     | 59.7（11人）    | 15着 | 2:30.4（37.1）    | -1.9 | 蛯名正義 | 57        | ネオユニヴァース   | 490         |

## 血統表
| スズカドリームの血統                                       | スズカドリームの血統                                     | スズカドリームの血統               | （血統表の出典）                   | （血統表の出典） |
| 父系                                                       | サンデーサイレンス系（ヘイロー系）                       | サンデーサイレンス系（ヘイロー系） | サンデーサイレンス系（ヘイロー系） | [ § 2 ]          |
| 父 *サンデーサイレンス Sunday Silence 1986 青鹿毛 アメリカ | 父の父Halo 1969 黒鹿毛 アメリカ                          | Hail to Reason                     | Turn To                            | Turn To          |
| 父 *サンデーサイレンス Sunday Silence 1986 青鹿毛 アメリカ | 父の父Halo 1969 黒鹿毛 アメリカ                          | Hail to Reason                     | Nothirdchance                      |                  |
| 父 *サンデーサイレンス Sunday Silence 1986 青鹿毛 アメリカ | 父の父Halo 1969 黒鹿毛 アメリカ                          | Cosmah                             | Cosmic Bomb                        | Cosmic Bomb      |
| 父 *サンデーサイレンス Sunday Silence 1986 青鹿毛 アメリカ | 父の父Halo 1969 黒鹿毛 アメリカ                          | Cosmah                             | Almahmoud                          |                  |
| 父 *サンデーサイレンス Sunday Silence 1986 青鹿毛 アメリカ | 父の母Wishing Well 1975 鹿毛 アメリカ                    | Understanding                      | Promised Land                      | Promised Land    |
| 父 *サンデーサイレンス Sunday Silence 1986 青鹿毛 アメリカ | 父の母Wishing Well 1975 鹿毛 アメリカ                    | Understanding                      | Pretty Ways                        |                  |
| 父 *サンデーサイレンス Sunday Silence 1986 青鹿毛 アメリカ | 父の母Wishing Well 1975 鹿毛 アメリカ                    | Mountain Flower                    | Montparnasse                       | Montparnasse     |
| 父 *サンデーサイレンス Sunday Silence 1986 青鹿毛 アメリカ | 父の母Wishing Well 1975 鹿毛 アメリカ                    | Mountain Flower                    | Edelweiss                          |                  |
| 母 ワキアオブスズカ 1993 鹿毛                              | 母の父*ダンスオブライフ Dance of Life 1983 鹿毛 アメリカ | Nijinsky                           | Northern Dancer                    | Northern Dancer  |
| 母 ワキアオブスズカ 1993 鹿毛                              | 母の父*ダンスオブライフ Dance of Life 1983 鹿毛 アメリカ | Nijinsky                           | Flaming Page                       |                  |
| 母 ワキアオブスズカ 1993 鹿毛                              | 母の父*ダンスオブライフ Dance of Life 1983 鹿毛 アメリカ | Spring Is Here                     | In Reality                         | In Reality       |
| 母 ワキアオブスズカ 1993 鹿毛                              | 母の父*ダンスオブライフ Dance of Life 1983 鹿毛 アメリカ | Spring Is Here                     | First Feather                      |                  |
| 母 ワキアオブスズカ 1993 鹿毛                              | 母の母*ワキア Wakia 1987 鹿毛 アメリカ                   | Miswaki                            | Mr. Prospector                     | Mr. Prospector   |
| 母 ワキアオブスズカ 1993 鹿毛                              | 母の母*ワキア Wakia 1987 鹿毛 アメリカ                   | Miswaki                            | Hopespringseternal                 |                  |
| 母 ワキアオブスズカ 1993 鹿毛                              | 母の母*ワキア Wakia 1987 鹿毛 アメリカ                   | Rascal Rascal                      | Ack Ack                            | Ack Ack          |
| 母 ワキアオブスズカ 1993 鹿毛                              | 母の母*ワキア Wakia 1987 鹿毛 アメリカ                   | Rascal Rascal                      | Savage Bunny                       |                  |
| 母系(F-No.)                                                | 9号族(FN:9-a)                                            | 9号族(FN:9-a)                      | 9号族(FN:9-a)                      | [ § 3 ]          |
| 5代内の近親交配                                            | なし                                                     | なし                               | なし                               | [ § 4 ]          |
| 出典                                                       | 1. 2. 3. 4.                                              | 1. 2. 3. 4.                        | 1. 2. 3. 4.                        | 1. 2. 3. 4.      |